# Seven Femenino de Brasil 2016
El Seven Femenino de Brasil de 2016 fue la tercera y última edición del torneo brasileño de rugby 7, fue el segundo torneo de la Serie Mundial Femenina de Rugby 7 2015-16.
Se disputó en el Arena Barueri de la ciudad de Barueri en el Estado de São Paulo.

## Fase de grupos

### Grupo A
| Equipo    | Encuentros | Encuentros | Encuentros | Encuentros | Tantos  | Tantos    | Tantos     | Puntos |
| Equipo    | jugados    | ganados    | empatados  | perdidos   | a favor | en contra | diferencia | Puntos |
| --------- | ---------- | ---------- | ---------- | ---------- | ------- | --------- | ---------- | ------ |
| Australia | 3          | 3          | 0          | 0          | 74      | 36        | +38        | 9      |
| Canadá    | 3          | 2          | 0          | 1          | 64      | 43        | +21        | 7      |
| Fiyi      | 3          | 1          | 0          | 2          | 39      | 57        | -18        | 5      |
| Irlanda   | 3          | 0          | 0          | 3          | 19      | 60        | -41        | 3      |

### Grupo B
| Equipo         | Encuentros | Encuentros | Encuentros | Encuentros | Tantos  | Tantos    | Tantos     | Puntos |
| Equipo         | jugados    | ganados    | empatados  | perdidos   | a favor | en contra | diferencia | Puntos |
| -------------- | ---------- | ---------- | ---------- | ---------- | ------- | --------- | ---------- | ------ |
| Nueva Zelanda  | 3          | 3          | 0          | 0          | 121     | 15        | +106       | 9      |
| Estados Unidos | 3          | 2          | 0          | 1          | 57      | 45        | +12        | 7      |
| España         | 3          | 1          | 0          | 2          | 19      | 91        | -72        | 5      |
| Rusia          | 3          | 0          | 0          | 3          | 32      | 78        | -46        | 3      |

### Grupo C
| Equipo     | Encuentros | Encuentros | Encuentros | Encuentros | Tantos  | Tantos    | Tantos     | Puntos |
| Equipo     | jugados    | ganados    | empatados  | perdidos   | a favor | en contra | diferencia | Puntos |
| ---------- | ---------- | ---------- | ---------- | ---------- | ------- | --------- | ---------- | ------ |
| Francia    | 3          | 3          | 0          | 0          | 82      | 39        | +53        | 9      |
| Inglaterra | 3          | 2          | 0          | 1          | 74      | 34        | +40        | 7      |
| Brasil     | 3          | 1          | 0          | 2          | 49      | 58        | -9         | 5      |
| Japón      | 3          | 0          | 0          | 3          | 17      | 101       | -84        | 3      |

## Fase Final
|  | Cuartos de final | Cuartos de final | Cuartos de final |                |               | Semifinales   | Semifinales | Semifinales |               |               | Copa           | Copa           | Copa |  |
|  |                  |                  |                  |                |               |               |             |             |               |               |                |                |      |  |
|  |                  |                  |                  |                |               |               |             |             |               |               |                |                |      |  |
|  | Australia        | Australia        | 10               |                |               |               |             |             |               |               |                |                |      |  |
|  | Australia        | Australia        | 10               |                |               |               |             |             |               |               |                |                |      |  |
|  | Fiyi             | Fiyi             | 0                |                |               |               |             |             |               |               |                |                |      |  |
|  | Fiyi             | Fiyi             | 0                |                | Australia     | Australia     | 34          |             |               |               |                |                |      |  |
|  |                  |                  |                  |                | Australia     | Australia     | 34          |             |               |               |                |                |      |  |
|  |                  |                  | Estados Unidos   | Estados Unidos | 0             |               |             |             |               |               |                |                |      |  |
|  | Estados Unidos   | Estados Unidos   | Estados Unidos   | Estados Unidos | 0             | 22            |             |             |               |               |                |                |      |  |
|  | Estados Unidos   | Estados Unidos   |                  |                |               |               |             |             |               |               |                |                |      |  |
|  | Inglaterra       | Inglaterra       | 12               |                |               |               |             |             |               |               |                |                |      |  |
|  | Inglaterra       | Inglaterra       | 12               |                |               |               |             |             |               | Australia     | Australia      | 29             |      |  |
|  |                  |                  |                  |                |               |               |             |             |               | Australia     | Australia      | 29             |      |  |
|  |                  |                  | Canadá           | Canadá         | 0             |               |             |             |               |               |                |                |      |  |
|  | Nueva Zelanda    | Nueva Zelanda    | Canadá           | Canadá         | 0             | 41            |             |             |               |               |                |                |      |  |
|  | Nueva Zelanda    | Nueva Zelanda    |                  |                |               |               |             |             |               |               |                |                |      |  |
|  | Brasil           | Brasil           | 0                |                |               |               |             |             |               |               |                |                |      |  |
|  | Brasil           | Brasil           | 0                |                | Nueva Zelanda | Nueva Zelanda | 10          |             |               | Tercer lugar  | Tercer lugar   | Tercer lugar   |      |  |
|  |                  |                  |                  |                | Nueva Zelanda | Nueva Zelanda | 10          |             |               | Tercer lugar  | Tercer lugar   | Tercer lugar   |      |  |
|  |                  |                  | Canadá           | Canadá         | 19            |               |             |             |               |               |                |                |      |  |
|  | Canadá           | Canadá           | Canadá           | Canadá         | 19            | 19            |             |             | Nueva Zelanda | Nueva Zelanda | 28             |                |      |  |
|  | Canadá           | Canadá           |                  |                |               |               |             |             | Nueva Zelanda | Nueva Zelanda | 28             |                |      |  |
|  | Francia          | Francia          | 0                |                |               |               |             |             |               |               | Estados Unidos | Estados Unidos | 0    |  |
|  | Francia          | Francia          | 0                |                |               |               |             |             |               |               | Estados Unidos | Estados Unidos | 0    |  |
|  |                  |                  |                  |                |               |               |             |             |               |               |                |                |      |  |

| Bandera de Australia   |
| Campeón Australia      |
| 2º título del circuito |